# Manaós
Els manáos (antiga ortografia) van ser una tribu que va habitar la regió entre l'actual ciutat de Manaus -la capital de l'estat de l'Amazones (Brasil)- i Manacapuru, a Brasil, quan es va produir l'arribada dels colonitzadors portuguesos. El seu nom en la seva llengua significa 'Mare de Déu', i va donar origen al nom actual de la ciutat. Formaven part del grup arawak. Un important líder dels indis manaos va ser Ajuricaba.
La tribu de Manaos (o Manaós), considerada orgullosa pels portuguesos, es va negar a ser dominada per servir com a mà d'obra esclava, i va entrar en confrontació amb els habitants de la fortalesa. Amb matrimonis amb les filles de Tuxauas, els militars portuguesos van començar a connectar-se amb els manaos, i tractaren d'apaivagar el conflicte. No obstant això, l'indi Ajuricaba, un dels líders de Manaos, es va oposar a la colonització dels portuguesos, però semblava donar suport als Països Baixos, que va causar controvèrsia. Per posseir habilitats excepcionals de lideratge, Ajuricaba va aconseguir unir diverses tribus locals i assaltava les que eren sota domini dels portuguesos. També va organitzar un sistema de vigilància que impedia el moviment dels portuguesos per riu i llac a la regió.
La zona de conflicte s'estenia des del riu Negre (afluent del riu Amazones) fins al riu Branco (Roraima). Hi ha contradiccions sobre una possible brutalitat en la captura d'Ajuricaba (segons Arthur Reis, distingit amb el nom de la biblioteca pública principal Manaus). El comunicat oficial no en diu res, però la llegenda diu que hi va haver un cop violent. D'ambdues parts, no hi havia heroisme. Els portuguesos va començar a perdre l'ànim després de quatre assalts infructuosos, quan uns soldats el van envoltar, i Ajuricaba va atacar des del darrere i el va vèncer. Pel que sembla, la llegenda que després de perdre el seu fill Cucunaça, Ajuricaba es va llançar contra l'enemic i va causar-li pèrdues, si bé va acabar sent arrestat.
Mentre portaven Ajuricaba cap a Belém, abans d'arribar a la desembocadura del riu Negre i després de diversos judicis contra ell, va provar d'alliberar-se a ell i als seus companys. El líder indígena, tot i estar emmanillat, va amenaçar les tropes de Paes do Amaral i Belchior. Després de la revolta dels indis, després de molt vessament de sang, Ajuricaba es va llançar al mar i es va ofegar, per tal de no ser sotmès a humiliació enemiga.
A més d'Ajuricaba, més de dos mil indis van ser enviats a Belém per ser venuts com a esclaus. Ajuricaba tenia vincles amb els holandesos, segons Ribeiro de Sampaio, que va ser negat per Joaquim Nabuco (diplomàtic imperial del Brasil i defensor dels esclaus). Von Martius hauria trobat els indis Erê-manaó el 1819 a l'alt riu Negre, però mai més van ser vistos.
Els habitants de Manaus adoptat el terme indígena "Manauara" per identificar els seus avantpassats.